# Équipe cycliste Vittadello
Pour les autres équipes sponsorisées par Pepsi-Cola, voir Équipe cycliste Pepsi-Cola .
Vittadello est une équipe cycliste professionnelle italienne créée en 1965 et disparue à l'issue de la saison 1968. Durant cette dernière saison, elle porte le nom de Pepsi-Cola.